# メトロ・デ・ベロオリゾンテ
メトロ・デ・ベロオリゾンテ (Metrô de Belo Horizonte) はブラジル、ベロオリゾンテの都市内の旅客輸送を担う電気鉄道である。開通した1号線に地下区間は無い。

## 概要

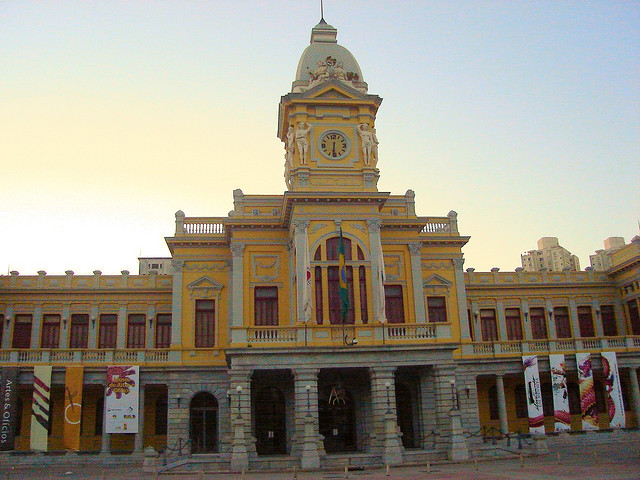
1895年に完成した歴史あるベロオリゾンテ中央駅

メトロ・デ・ベロオリゾンテはブラジル都市鉄道公社 (CBTU) により運営されている。2022年現在、ベロオリゾンテ市内と、隣接するコンタジェン市に延長28.1km、19箇所の駅をもつ1路線を有する。1986年8月に最初の区間の営業運行が開始され、2002年9月までに現在の区間が逐次開業した。
軌間 は1600mmで、軌道には砕石のバラストとモノブロックのコンクリート枕木、パンドロールのE 1891型弾性締結装置を採用しており、最大勾配は3%、計画上の最急曲線半径は312m、最大カント量は160mm、枕木下のバラストの厚さは300mmである。レールは1m当たりの重さ57kgで、ニオブ含有の炭素鋼レールである。沿線の一部には、自然環境を守る緩衝緑地が設けられている。

## 路線
| 路線名 | 番号  | 種類     | 開業年 | 距離    | 駅数 | 区間                  |
| ------ | ----- | -------- | ------ | ------- | ---- | --------------------- |
| Azul   | 1号線 | 都市鉄道 | 1986年 | 28.2 km | 19   | Eldorado ↔ Vilarinho  |
| Lilás  | 2号線 | 地下鉄   | 計画中 | 17.5 km | 7    | Nova Suiça ↔ Barreiro |
| Verde  | 3号線 | 地下鉄   | 計画中 | 12.5 km | 5    | Lagoinha ↔ Savassi    |

1号線の19箇所の駅のうち、5駅にバスとの乗り換え施設が併設されている。2号線、3号線は計画中であり地下区間のある地下鉄となる予定である。

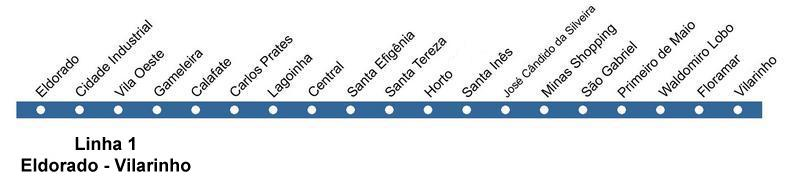
1号線の路線図。

## 車両

### 900系

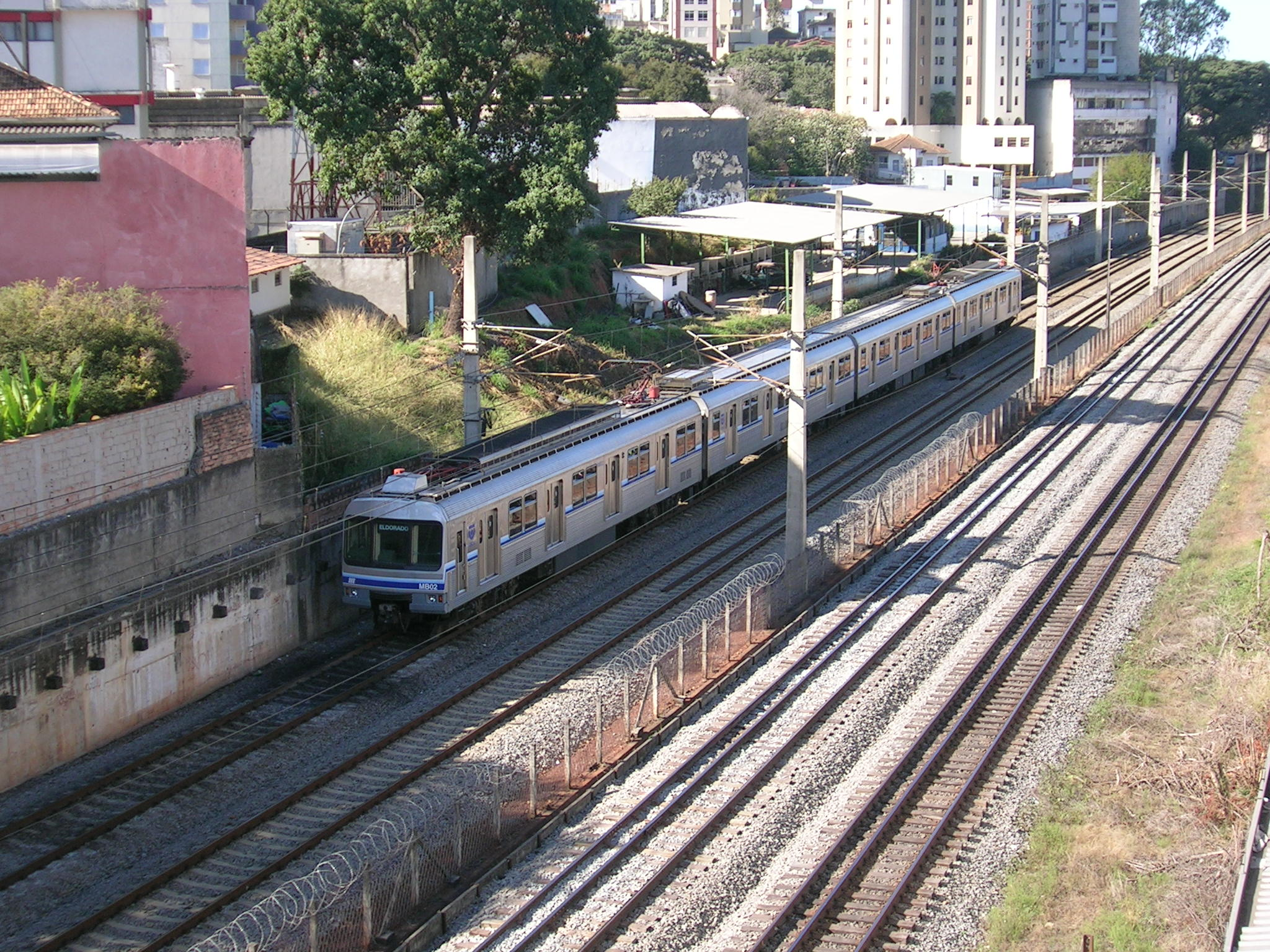
車両
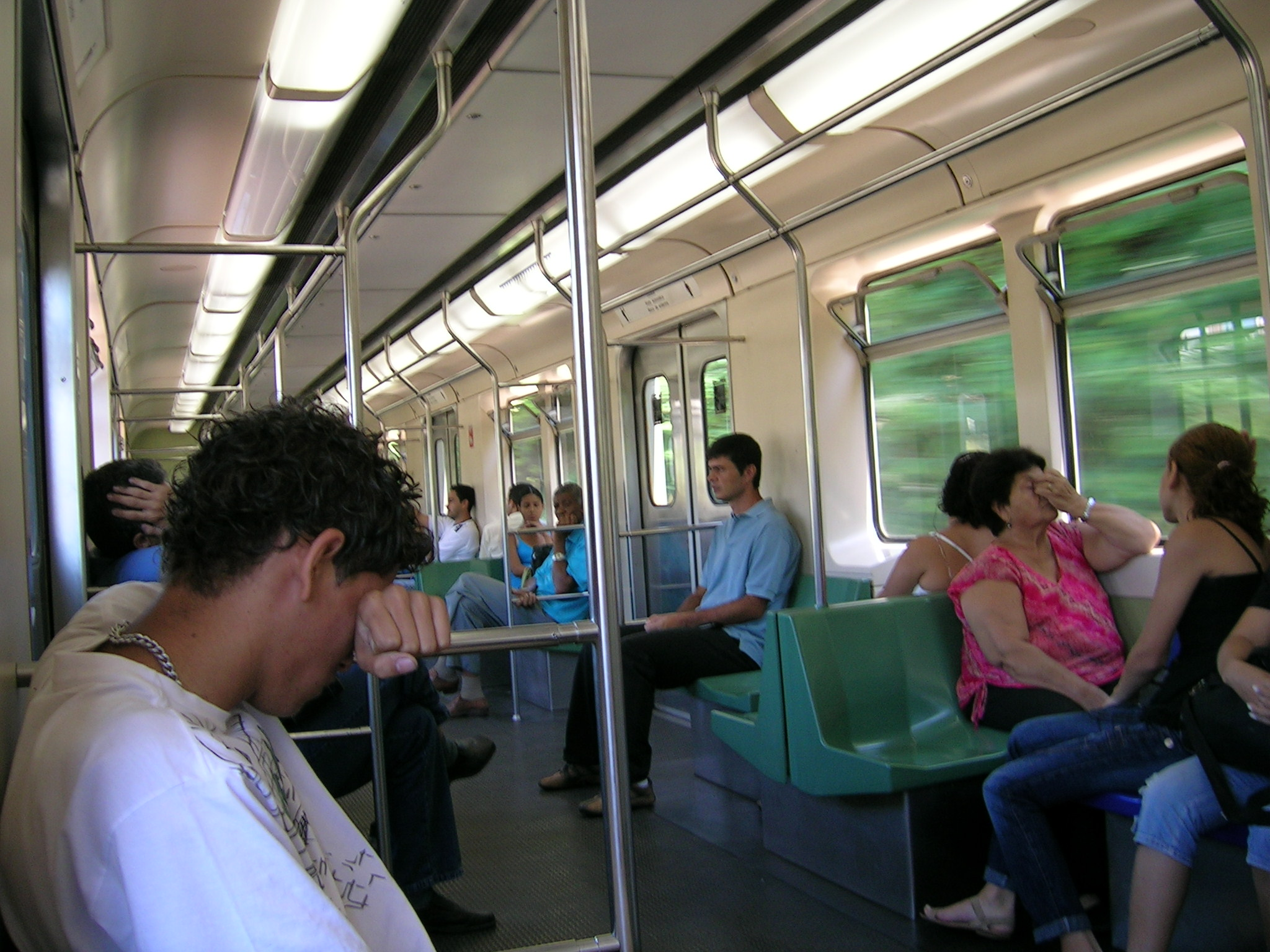
車内

電車は運転室を有する動力つきの先頭車2両の間に、付随車2両が挟まれた4両編成で、車体はステンレス鋼で造られており、座席はガラス繊維強化ポリエステル樹脂でできている。ドアは1両につき片側に4組あり、客室の換気装置は2段階に切り替え可能で、1時間に160回換気できる能力を持つ。1985年から2001年にかけて25編成が製作された。
- 編成全長: 91,565 mm
- 車体外部幅 : 2978 mm
- レール面上からの屋根高さ : 3910 mm
- 編成自重 : 201.8 t
- 架空電車線公称電圧: 3000 V
- 編成当たりの1時間定格出力 : 2520 kW
- 営業最高速度 : 80 km / h
- 先頭車の座席定員 : 59
- 中間車の座席定員 : 72

## 運行
運行管理にはCTCが導入されており、運転保安装置は車内信号式のATCである。
運転時隔は、平日ピークには4分から7分間隔、平日のその他の時間帯は10分から12分、土曜日はピークが8分から10分、その他の時間帯が12分から15分、日曜・祝日は終日14分間隔である。全線の所要時間は約44分である。

## 乗車券
片道券、往復券、10回券、バスとの乗り継ぎ券 (乗り継ぎ相手のバスにより運賃が異なる) がある。

## ギャラリー

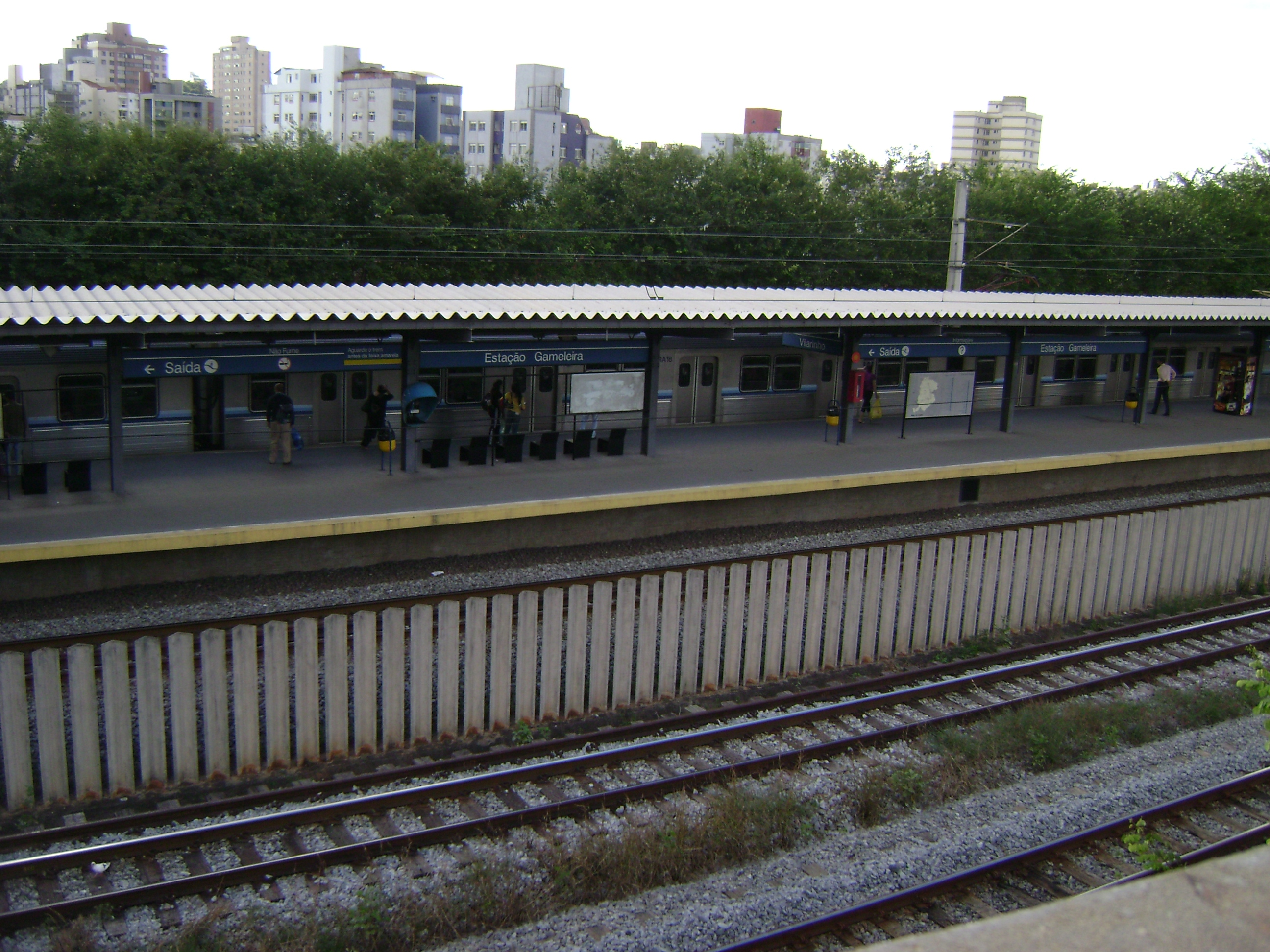
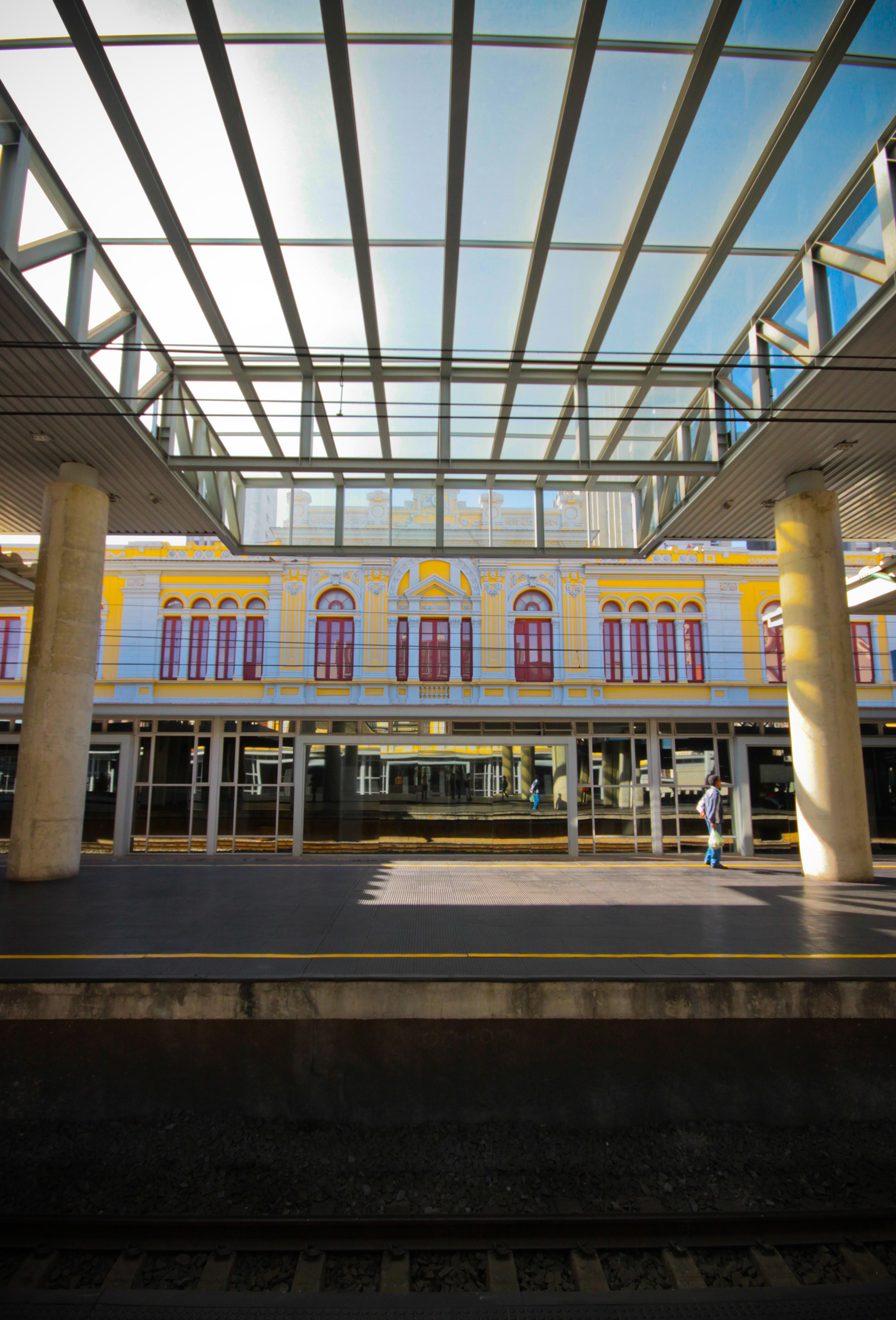